# Чернышев, Дмитрий (писатель)
Дмитрий Чернышев (псевдоним; род. 15 ноября 1963) — петербургский поэт и прозаик, редактор, критик, идеолог литературной школы «Синкаге-рю». Известен также под именами: «Митя-Эстет» (на «Сайгоне» с середины 80-х годов), «Классик» (с 2005 г.). Прозвищем «щёлкающий поэт» обязан Ольге Краузе, которая посоветовала ему щёлканьем пальцев отмечать длинные паузы и типографский знак астериск.

## Биография
Родился в гидрологической экспедиции, на мерзлотной станции UNESCO-ZEJA между Яблоновым и Становым хребтами. В школьном возрасте учился рисунку и истории искусств у Ольги Некрасовой-Каратеевой. В 1981-1982 годах участвовал в театральных постановках будущего главного режиссёра и основателя «Интерьерного театра» Николая Беляка (А. А. Блок, «Балаганчик», роль Трёх Мистиков (спектакль ОТК ЛЭТИ им. В. И. Ульянова (Ленина) запрещён к показу отделом культуры Горкома КПСС г. Ленинграда); М. Метерлинк, «Смерть Тинтажиля», играл роль Агловаля — сведений о спектакле не сохранилось). В конце 1980-х годов посещал литературные семинары Виктора Сосноры, которого считает учителем. Кроме того, своим учеником называет Чернышева поэт Тимур Зульфикаров.
Верлибры и гетероморфные тексты с 1989 года публикуются в различных периодических изданиях и сборниках, вошли в несколько антологий, переведены на английский, испанский, итальянский, немецкий, польский, финский и французский языки.
В стихотворной форме удетерона (моностиха) Чернышев практически не работал, известен лишь несколькими экспериментами; об одном из них см., например, Кузьмин Д. В. Русский моностих: очерк истории и теории. — М.: НЛО, 2016 — С. 328 (с ошибочным написанием «Чернышёв» в тексте и алфавитном указателе).
Стихотворения в прозе, написанные к 180-летию И. С. Тургенева, удостоены премии журнала «Комментарии» (1998), печатались в сборнике «Очень короткие тексты: В сторону антологии», — М.: НЛО, 2000, частью вышли в «Первом Всероссийском литературном журнале Фестиваля фестивалей „ЛиФФт“» № 1, 2016, с. 74—75, опубликованы в электронном журнале «Опушка».
Проза под псевдонимом Андрей Столетов публиковалась в журналах «Дверь» (Псков), «Соло» (М.), «Сумерки» (СПб.) (см. N13 ), в газете «Львиный мостик» (СПб.) и в электронном журнале «Опушка», вошла в сборник «Actus Morbi» (СПб., 2000).
В 2010—2012 годах исполнял обязанности заместителя шеф-редактора журнала «Зинзивер». В 2012—2014 годах — региональный куратор портала «Новая Литературная карта России» (с февраля 2017 — «Новая карта русской литературы». С 2013 года — редактор санкт-петербургского иррегулярного поэтического альманаха «Lanius excubitor» (Сорокопут). С лета 2014 года — региональный куратор Евразийского журнального портала «Мегалит».
По словам Арсена Мирзаева, «направление, которое разрабатывает в своем творчестве Дмитрий Чернышев, можно условно обозначить как „новая авангардная лирика“ или „авангардный романтизм“. Опираясь в своих стихах на вершины мировой ориентальной поэзии, достижения футуристической революции первой трети XX века и современную верлибрическую практику, Дмитрий Чернышев создает собственную поэтику, представляющуюся оригинальной и актуальной для литературной ситуации начала XXI века».
Приложенная[где?] библиография не включает спорадические публикации стихов и критических статей в журналах «АКТ», «Арт-ШУМ», «Богемный Петербург», «Воум!», «Графит», «Двоеточие», «Заповедник», «Звезда Востока», «Карамзинский сад», «Квадрига Аполлона»,, «Литературная учёба», «ПитерBook» (см. например), «Футурум АRТ», «'lit(ǝ)риЧЁ», «L’Immaginacione», «Poezja dzisiaj», «Tuli & Savu», альманахах «Литера-Тверь», «Мулета», «Петербургский литератор»,«Плавучий мост», «Поэзия», «Российский колокол» , «Среда», газетах «Гуманитарный фонд», «Литературные новости», «Львиный мостик», «Молодёжь Караганды», «Новый СвѢтъ» и др., а также в каталогах художественных выставок Москвы и СПб.

### Книги стихов
- Sinkage-Roue. — СПб.: BOREY-ART, 1996 — (с текстом на немецком языке А.Ильянена)
- Разговоры шейхов. — СПб.: BOREY-ART, 1999
- Цветы Исландии. — СПб.: Знак, 2000
- Милый гонец. — М.: ЛИА Р.Элинина, 2005, — серия «Классики XXI-го века»
- Флаги цвета осени. — СПб.: «Политехника-сервис», 2010—2011
- .OR. leave me. — Шупакшар: Free poetry, 2012, — с иллюстрациями И.Улангина
- Розовый шар. — Таганрог: «Нюанс», 2012, — «32 полосы — Ознакомительная серия»
- Железная клетка. — Тверь: Издательство Марины Батасовой, 2014
- Роза категорий. — М.: Русский Гулливер; Центр современной литературы, 2016
- * * *.  — СПб.: Своё издательство, 2022
- ЕстЕСТво-испытатель. — М.: Дизайн-бюро «Револьверарт», издательство СТиХИ, 2024.

### Тексты в периодических изданиях
- Журнальный зал
- Международный журнальный портал «Мегалит»
- Литературный портал «Полутона»
- журнал «Футурум АРТ»
- Электронный журнал «Опушка»
- Проект «Русский Гулливер»
- Альманах «Черновик», № 16, 20, № 24

### Публикации на сайтах литературных проектов
- Русский свободный стих - Russian Free Verse
- Эхо Бога -

## Критика
- Станислав Шуляк «Разговоры варваров и шейхов» — Литературная газета, * 24.02.2000
- Дарья Суховей — «Воздух», № 4, 2010, СС.297-298
- Юлиан Фрумкин-Рыбаков «Прогулка с Чернышевым» — «Антология одного стихотворения. Книга первая. Перекрёстное опыление», — СПб: ВВМ, 2011, С.194
- Андрей Пермяков «Чтобы тьма не смогла переступить». — «Волга» № 7-8, 2012
- Валентина Симоновская «Чернышев и его поэзия»; (журнальный вариант см: «Зинзивер», № 12 (44), 2012
- Иван Соколов — «Воздух», № 3-4, 2012, CC.292-293
- Елена Сафронова «Питерский верлибр» — «Бельские просторы», № 10 (179), 2013
- Наталья Мелёхина «В клетке выбора» — «Премьер», № 18 (915), 2015
- Елена Филиппова — «Зинзивер», № 8(76), 2015
- Данила Давыдов — «Воздух», № 3-4, 2015, С.319
- Алёна Василькова «Вечер классического авангардиста» — «ПитерBook», 10.04.16
- Сергей Пиденко — «Графит», № 10, 2016, — с.154
- Эмиль Сокольский — «Дети Ра», № 4(138), 2016
- Юрий Орлицкий «Собирая осколки любви», — «Роза категорий» — М.: Русский Гулливер; Центр современной литературы, 2016, — СС. 64-65
- Алёна Василькова «„Роза категорий“ Дмитрия Чернышева» — «ПитерBook», 20.06.16
- Денис Ларионов — «Воздух», № 1, 2017, — с.131
- Людмила Казарян  "Комментарий к стихотворению "Если кто-то в городе *****"— "Метажурнал", 03.11.2020
- Сергей Круглов «Мы живём в пространстве культуры...», — * * *  — СПб.: Своё издательство, 2022, — СС.4-5

## Мемуары
- Андрей Пермяков «4. Стойкость», — из книги «Сибирский тракт и другие крупные реки», — Челябинск: Издательство Марины Волковой, 2017, — СС.15-18